# Bryum warneum
Bryum warneum là một loài Rêu trong họ Bryaceae. Loài này được (Röhl.) Brid. mô tả khoa học đầu tiên năm 1826.